# Clandarium xiphophyllum
Clandarium xiphophyllum là một loài rêu tản trong họ Scapaniaceae. Loài này được (Grolle) R.M. Schust. miêu tả khoa học lần đầu tiên năm 1984.